# Ефимов, Евгений Сергеевич
Евгений Сергеевич Ефимов (20 августа 1976) — узбекистанский и российский футболист, нападающий и полузащитник.

## Биография
В начале карьеры выступал за узбекские клубы. В высшей лиге Узбекистана провёл пять сезонов в командах «Чирчик», «Политотдел», «Согдиана», сыграв 80 матчей и забив 16 голов.
В 1996 году впервые играл за российский клуб — «Салют-ЮКОС» (Белгород) из третьей лиги. В 2000 году окончательно перебрался в Россию и отыграл ещё три сезона на профессиональном уровне, во втором дивизионе за клубы «Краснознаменск», «Спартак» (Щёлково) и «Северсталь» (Череповец).
С 26-летнего возраста играл только на любительском уровне, в последние годы карьеры представлял команду из Медвежьих Озёр Московской области. Также работал в этом населённом пункте детским тренером.